# さいたま市立南浦和中学校
さいたま市立南浦和中学校（さいたましりつ みなみうらわちゅうがっこう）は、埼玉県さいたま市南区辻にある公立中学校。

## 沿革
- 1947年（昭和22年）4月 - 浦和市立六辻小学校内に、浦和市立六辻中学校として創立
- 1947年（昭和22年）5月2日 - 開校、この日を開校記念日とする
- 1955年（昭和30年）3月 - 校名を浦和市立南浦和中学校と変更
- 1957年（昭和32年）9月 - 根岸（現在のさいたま市文化センター所在地）へ移転
- 1957年（昭和32年）10月 - 設立10周年式典
- 1972年（昭和47年）3月 - 現在地へ移転
- 1997年（平成9年）2月 - 50周年記念式典
- 2001年（平成13年）5月1日 - 市の合併に伴い現校名に改称
- 2006年（平成18年）11月 - 60周年記念式典

## 不祥事
- 2016年 (平成28年) 6月

30代男性教諭 による児童買春・児童ポルノ禁止法で逮捕
容疑は京都市中京区のホテルで、女風呂の脱衣場にカメラ機能を内蔵した置き時計を設置して複数の女子生徒を撮影し、動画を保存した疑い。さいたま市教育委員会によると、容疑者は３年生の担任で、当時は奈良・京都方面への修学旅行に引率中だった。
府警によると、志賀容疑者は１５日に女風呂に出入りするところをホテル従業員に目撃され、１６日に建造物侵入の疑いで逮捕されていた。
- 2018年 (平成30年) 8月　30代男性教諭によるパワハラにより生徒一名が自殺、また同教諭の担当するクラスの生徒二名が不登校、後一名は学校復帰を果たしたがもう一名は不明。第三者調査委員会の設置を要望するか検討していた遺族に対し、益子慶次校長が「写真をずるい週刊誌がネットに上げる」「（男子生徒の）妹にも調査が入る」と、要望しないよう促す発言をしていた。調査の影響で、同校に入学予定の妹に対する配慮がおろそかになるとの発言もあり、遺族はいったん要望を見送った。その後、支援者の後押しで改めて設置を求め、現在、調査が続いている[1]。

## 学校教育目標
「日に新た 心豊かに たくましく」
目指す生徒像
- 健康で安全な生活に配慮する生徒
- 困難にくじけず、最後までやりぬく生徒
- 目標をもって、授業に真剣に取り組む生徒
- 思いやりの心、素直な心をもつ生徒
- きまりや約束を守る生徒

## 校区
さいたま市立辻南小学校・さいたま市立辻小学校・さいたま市立南浦和小学校・さいたま市立文蔵小学校の各校区を校区としている。

## アクセス
- JR京浜東北線南浦和駅から国際興業バス戸田車庫行き「浦和南高校」バス停下車すぐ
- JR埼京線北戸田駅下車　徒歩10分